# Survivor Series (2015)
Survivor Series (2015) — двадцать девятое в истории PPV-шоу Survivor Series, производства американского рестлинг-промоушна WWE. Шоу прошло 22 ноября 2015 года на Филипс Арене в Атланте (Джорджия), впервые в истории штата. Этим событием так же праздновали 25-летие пребывания в WWE Гробовщика, начало карьеры которого было положено в 1990 году.
На мероприятии состоялось девять матчей. В главном событии шоу Роман Рейнс победил Дина Эмброуза, в результате чего выиграл титул чемпиона мира WWE в тяжелом весе. Затем Шеймус использовал свой контракт «Деньги в банке» и избив Рейнса выиграл титул.

## Предыстория
В матче Hell in a Cell, Сет Роллинс победил Кейна защитив титул Чемпиона мира в тяжёлом весе. Следующей ночью на Raw, восемь суперзвезд, одержавших победу в матче Hell in a Cell, соревновались в одиночных матчах и победители столкнулись друг с другом в четырехстороннем матче. Победитель становиться первым претендентом на титул Чемпиона мира в тяжёлом весе на Survivor Series. В матче победил Роман Рейнс. Однако, 4 ноября Роллинс получил множественные травмы колена во время проведения турнира в Дублине, Ирландия, поэтому матч был отменен и титул стал вакантным. Турнир начался 9 ноября на эпизоде Raw. В нем участвовали шестнадцать суперзвезд, На финальный матч Survivor Series был запланирован выбор нового чемпиона. С тех пор как Роман Рейнс стал претендентом на титул, Triple H уговаривал его присоединиться к руководству. Таким образом Рейнс автоматически был бы помещен в матч чемпионата. Но он отказался, требуя боя в турнире. 19 ноября на эпизоде Raw Роман Рейнс, Дин Эмброуз, Кевин Оуэнс и Альберто Дель Рио вышли в полуфинал одержав победу над Долфом Зигглером, Невиллом Эдрианом и Калисто, поставив Рейнса против Дель Рио и Эмброуз против Оуэнса в полуфинале.
2 ноября на эпизоде Raw, Пэйдж победила Бекки Линч, Бри Беллу и Сашу Бэнкс в четырехстороннем матче. После чего стала Чемпионкой див в матче против Шарлотты.
В матче Hell in a Cell, Уайатты напали на Гробовщика после того, как он проиграл матч Броку Леснару и вынесли его с арены. Следующей ночью на Raw, Кейн сталкивается с Уайаттами, но также был атакован и вынесен с арены. В эпизоде Raw от 9 ноября, Гробовщик и Кейн вернулись как «Братья разрушения» (англ. Brothers of Destriction) и напали на Уайаттов. В эпизоде SmackDown от 12 ноября, Брэй Уайатт бросил вызов «Братьям разрушения» в матче Командного чемпионства на Survivor Series, против двух подобранных им членов семьи Уайатта, которых они одобрят.
17 ноября на WWE.com было объявлено, что на мероприятии будет проходить традиционный матч пять-на-пять.
В эпизоде SmackDown от 22 октября, Тайлер Бриз дебютировал в WWE и напал на Дольфа Зигглер. В эпизоде SmackDown от 29 октября, после того, как Зигглер победил Миза, Зигглер подвергся нападению со стороны Бриза. На эпизоде Raw от 2 ноября, Бриз отвлекает Зигглера во время его матча с Кевином Оуэнсом, что позволяет Оуэнсу одержать победу. На эпизоде SmackDown от 19 ноября, после победы Бриза над Заком Райдером, Зигглер напал на него. Позже на шоу было объявлено, что Зигглер столкнется лицом к лицу с Тайлером Бризом на мероприятии.

## Результаты
| №       | Матч | Тип матча                                                                               | Время |
| ------- | --- | --------------------------------------------------------------------------------------- | ----- |
| KickOff | Невилл, Братья Дадли (Бубба Рэй и Ди-Вон Дадли), Голдаст и Тайтус О’Нил победили Миза, «Космическую Пустошь» (Стардаста, Коннора и Виктора) и Бо Далласа           | Традиционный командный матч 5 на 5 на выбывание                                         | 18:10 |
| 1       | Роман Рейнс победил Альберто Дель Рио (с Зебом Кольтером) | Полуфинальный поединок за вакантный титул чемпиона мира в тяжёлом весе WWE              | 14:01 |
| 2       | Дин Эмброус победил Кевина Оуэнса | Полуфинальный поединок за вакантный титул чемпиона мира в тяжёлом весе WWE              | 11:19 |
| 3       | Райбэк, Братья Усо (Джимми и Джей Усо) и «Луча Драконы» (Калисто и Син Кара) победили Шеймуса, Короля Барретта и «Новый День» (Биг И, Кофи Кингстон и Ксавье Вудс) | Традиционный командный матч 5 на 5 на выбывание                                         | 17:33 |
| 4       | Шарлотта победила Пэйдж | Одиночный матч за титул чемпионки див                                                   | 14:15 |
| 5       | Тайлер Бриз (с Саммер Рэй) победил Дольфа Зигглера | Одиночный матч                                                                          | 06:43 |
| 6       | «Братья Разрушения» (Гробовщик и Кейн) победили «Семью Уайатта» (Брэя Уайатта и Люка Харпера) (с Брауном Строуманом и Эриком Роуэном)                              | Командный матч                                                                          | 10:19 |
| 7       | Роман Рейнс победил Дина Эмброуса | Одиночный матч за вакантный титул Чемпиона мира в тяжёлом весе WWE                      | 09:02 |
| 8       | Шеймус победил Романа Рейнса | Одиночный матч за титул Чемпиона мира в тяжёлом весе WWE по контракту Money in the Bank | 00:36 |

### Матчи на выбывание Survivor Series
| №         | Рестлер                                               | Победил                                               | Прием                                                 | Время                                                 |
| --------- | ----------------------------------------------------- | ----------------------------------------------------- | ----------------------------------------------------- | ----------------------------------------------------- |
| 1         | Виктор                                                | Голдаст                                               | Scoop-Powerslam                                       | 0:30                                                  |
| 2         | Коннор                                                | Бубба Рэй Дадли                                       | Uranage                                               | 5:27                                                  |
| 3         | Невилл                                                | Миз                                                   | Scull-Crashing Finale                                 | 8:40                                                  |
| 4         | Миз                                                   | Голдаст                                               | Свернут                                               | 9:05                                                  |
| 5         | Бо Даллас                                             | Тайтус О’Нил                                          | Clash of the Titus                                    | 17:20                                                 |
| 6         | Стардаст                                              | Ди-Вон Дадли                                          | 3Д                                                    | 18:10                                                 |
| Выжившие: | Голдаст, Бубба Рэй Дадли, Ди-вон Дадли и Тайтус О’Нил | Голдаст, Бубба Рэй Дадли, Ди-вон Дадли и Тайтус О’Нил | Голдаст, Бубба Рэй Дадли, Ди-вон Дадли и Тайтус О’Нил | Голдаст, Бубба Рэй Дадли, Ди-вон Дадли и Тайтус О’Нил |

| №         | Рестлер                    | Победил                    | Как побежден                                                             | Время                      |
| --------- | -------------------------- | -------------------------- | ------------------------------------------------------------------------ | -------------------------- |
| 1         | Король Барретт             | Син Кара                   | Senton bomb                                                              | 07:46                      |
| 2         | Джимми Усо                 | Ксавье Вудс                | Backbreaker hold от Кофи Кингстона и Diving double stomp от Ксавье Вудса | 09:22                      |
| 3         | Син Кара                   | Шеймус                     | Brogue Kick                                                              | 10:42                      |
| 4         | Биг И                      | Джей Усо                   | Uso Splash                                                               | 11:30                      |
| 5         | Кофи Кингстон              | Н/Д                        | Самовольно покинул ринг                                                  | 11:40                      |
| 6         | Ксавье Вудс                | Н/Д                        | Самовольно покинул ринг                                                  | 11:40                      |
| 6         | Шеймус                     | Райбек                     | Shell-Shocked                                                            | 17:33                      |
| Выжившие: | Райбек, Калисто и Джей Усо | Райбек, Калисто и Джей Усо | Райбек, Калисто и Джей Усо                                               | Райбек, Калисто и Джей Усо |